# Begonia venusta
Espèce
Synonymes
- Begonia megapteroidea King[1]

Begonia venusta est une espèce de plantes de la famille des Begoniaceae.
L'espèce fait partie de la section Platycentrum.
Elle a été décrite en 1902 par George King (1840-1909).

## Répartition géographique
Cette espèce est originaire du pays suivant : Malaisie.